# Peter Peak
Peter Peak är en bergstopp i Antarktis. Den ligger i Sydshetlandsöarna. Argentina, Chile och Storbritannien gör anspråk på området. Toppen på Peter Peak är 349 meter över havet.
Terrängen runt Peter Peak är kuperad åt nordost, men åt sydväst är den bergig. Havet är nära Peter Peak åt nordost. Trakten är obefolkad. Det finns inga samhällen i närheten. 